# عزريئيل كارليباخ
عزريئيل كارليباخ (بالعبرية: עזריאל קרליבך، بالإنكليزية: Azriel Carlebach، بالألمانية: Esriel Carlebach) ولادة:7 نوفمبر 1909 في لايبزغ، وفاة: 19 فبراير 1956 في تل أبيب) كان صحفياً إسرائيلياً ألماني الأصل.
كان كارليباخ المحرر الرئيسي لجريدة يديعوت أحرونوت، ثم أسس في 1948 جريدة معاريف وكان رئيس تحريرها إلى غاية وفاته عام 1956. يعتبر كارليباخ كمن أدخل طروقات الكتابة والتحرير الحديثة على الصحافة العبرية، ولم تزل الجريدتان اللتان حررهما أكبر الجرائد باللغة العبرية انتشاراً إلى هذا اليوم.

## حياته
كان كارليباخ من عائلة يهودية ألمانية متدينة، كان والده إفرايم كارليباخ (1879-1936) حاخاماً ومؤسس «المدرسة الإسرائلية العليا» في مدينة لايبزغ الألمانية، الذي سافر مع العائلة في ربيع عام 1936 إلى فلسطين وتوفي فيها بعد مضي عدة أشهر، كان ولده عزريئيل قد هاجر بالفعل عام 1927 إلى فلسطين، تلقى تعليمه الديني في المجتمع اليهودي بليتوانيا، لكنه درس أيضا في برلين وهامبورغ وتحصل على دكتوراه في علم الحقوق، بعد عودته إلى فلسطين مرة أخرى عمل في جريدة يديعوت أحرونوت الذي أصبح رئيس تحريرها. في نوفمبر 1947 سافر كارليباخ إلى الولايات المتحدة لتغطية التصويت في هيئة الأمم المتحدة على تقسيم فلسطين. أرسل كارليباخ تقريره عبر جهاز التلغراف في إرسال عاجل لاعتباره ذي أهمية خاصة، مما أثار غضب مالك الصحيفة، نوح موزس، عندما لاحظ ثمن الإرسال. كذلك ساءت العلاقات بين كارليباخ وموزس عندما بدا لكارليباخ أن موزس يحاول منع نشر الأنباء التي قد تضر شركائه من رجال الأعمال. في فبراير 1948 قرر كارليباخ ترك «يديعوت أحرونوت» مع عدد من الصحفيين، وتأسيس جريدة «معاريف» التي صدر العدد الأول لها في 15 فبراير عام 1948 تحت اسم جريدة «يديعوت معاريف»، لكن بعد مضي أشهر على التأسيس بُدلَ اسمها إلى «معاريف». كانت الصحيفة هي الأوسع انتشارا في إسرائيل (المؤسسة في مايو 1948) في الوقت الذي كان كارليباخ رئيس تحريرها. وكان يعتبر في ذلك الوقت وينظر إليه كأحد أهم الصحفيين في البلاد.
كان كارليباخ وصحيفته يرفضان سياسة حزب العمل الإسرائيلي الصهيونية ورئيسها دافيد بن غوريون، كما كان أيضا يرفض معاهدة التعويضات التي تمت بين إسرائيل وألمانيا الغربية. في عام 1952 عقب وفاة الرئيس الإسرائيلي الأول حاييم فايتسمان أرسل كارليباخ إلى العالم اليهودي الأمريكي، الألماني الأصل، ألبرت آينشتاين برقية يدعوه فيها أن يكون رئيس للدولة، كان رئيس الوزراء الإسرائيلي آنذاك دافيد بن غوريون يوافق على هذه الخطوة، ولكن آينشتاين، مع أنه كان من مؤيدي الحركة الصهيونية ودولة إسرائيل، رفض الاقتراح في رسالة باللغة الألمانية أرسلها إلى كارليباخ بتاريخ 21 نوفمبر 1952.

## وفاته
توفي كارليباخ في 12 فبراير عام 1956 عن عمر 47 إثر فشل في القلب. تم دفنه في مدينة تل أبيب وحضر الجنازة الآلاف من سكان المدينة.

## وصلات خارجية
- (بالإنجليزية) برقية أرسلها كارليباخ إلى آينشتاين (يدعوه أن يكون رئيس إسرائيل).
- (بالألمانية)

```
رد آينشتاين على كارليباخ (آينشتاين يرفض أن يكون رئيس إسرائيل)
.
```